# Central Europe Pipeline System

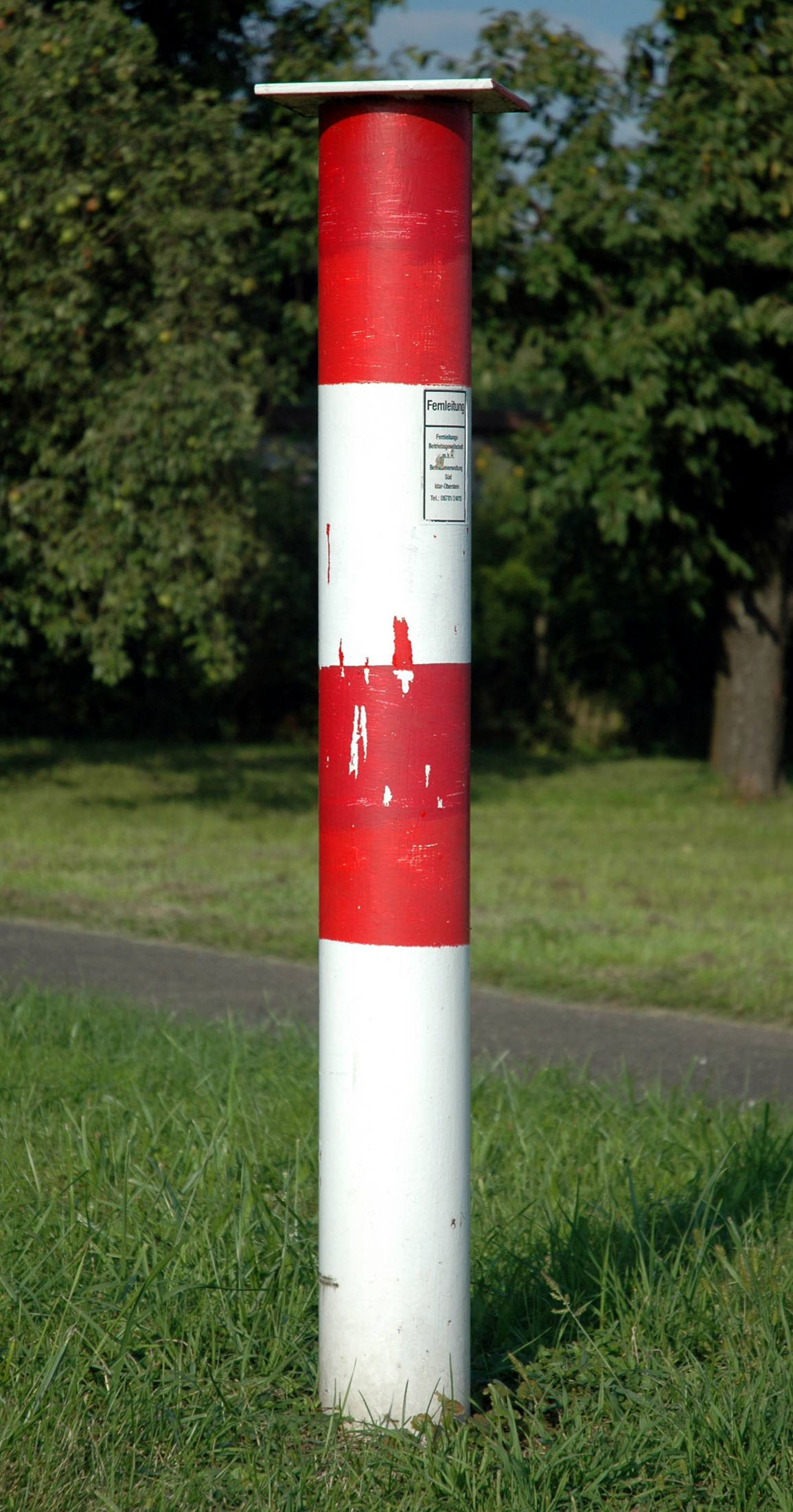
Pfosten einer CEPS-Leitung bei Untergruppenbach (2007)

Das Central Europe Pipeline System (CEPS) ist das größte der acht großen Pipeline- und Lagersystemen der NATO. Es dient zusammen mit dem Northern Europe Pipeline System (NEPS) der Kraftstoff-Versorgung der NATO (NATO Pipeline System, NPS) in Mitteleuropa und erstreckt sich auf Belgien, Frankreich, Deutschland, Luxemburg und die Niederlande. In Deutschland verbindet es im Wesentlichen Luftwaffenstützpunkte im Westen Deutschlands, unter anderem den Fliegerhorst Büchel, den Flugplatz Fürstenfeldbruck, die Ramstein Air Base und die Spangdahlem Air Base. Das System ist ausgelegt zum Transport von Kerosin, Benzin, Diesel und Naphtha (Rohbenzin).
Den in der Erde verlegten Verlauf der Hochdruck-Pipeline kann man an oberirdisch aufgestellten, rot-weiß bzw. orange-weiß gestreiften Pfosten erkennen, die auf Sichtweite stehen oder wenn beispielsweise eine Straße oder ein Bach unterquert wird.
Das Netz umfasst rund 5300 Kilometer Streckenlänge mit Rohrdurchmessern zwischen sechs und zwölf Zoll (174–348 mm). Es verbindet 29 NATO-Depots und sechs nicht-militärische Depots mit einer Gesamtspeichermenge von 1,2 Millionen Kubikmetern, militärische und zivile Flughäfen, Raffinerien, zivile Depots und Seehäfen.
Im Verteidigungsfall war (Stand 1989) vorgesehen, den Betrieb der Rohrleitungsnetze auf deutschem Boden über die Pipelinepionierbataillone der Bundeswehr abzuwickeln und die Tanklager militärisch zu sichern. Bis 2001 waren die Pipelinepioniere, denen in Friedenszeiten nur die Schadensbeseitigung unterliegt, Teil des Territorialheers, den Truppenteilen der Bundeswehr, die selbst im Verteidigungsfall noch nationalem Oberbefehl unterstehen sollten. Sie waren beauftragt mit der „Aufrechterhaltung der Operationsfreiheit für die NATO-Streitkräfte, einschließlich des Schutzes rückwärtiger Gebiete, um damit eine Voraussetzung für die Vorneverteidigung zu schaffen“, also „Raum- und Objektschutz, Verkehrsführung, Sanitätsversorgung“, schließlich „logistische Aufgaben“, unter denen natürlich die Treibstoffversorgung eine wichtige Rolle spielt. Die Pipelinepioniere sind ausgebildet, zerstörte Abschnitte durch mobile Rohrsysteme zu überbrücken, um auch unter Gefechtsbedingungen die Leitungen für die logistische Versorgung erhalten zu können.

## Geschichte

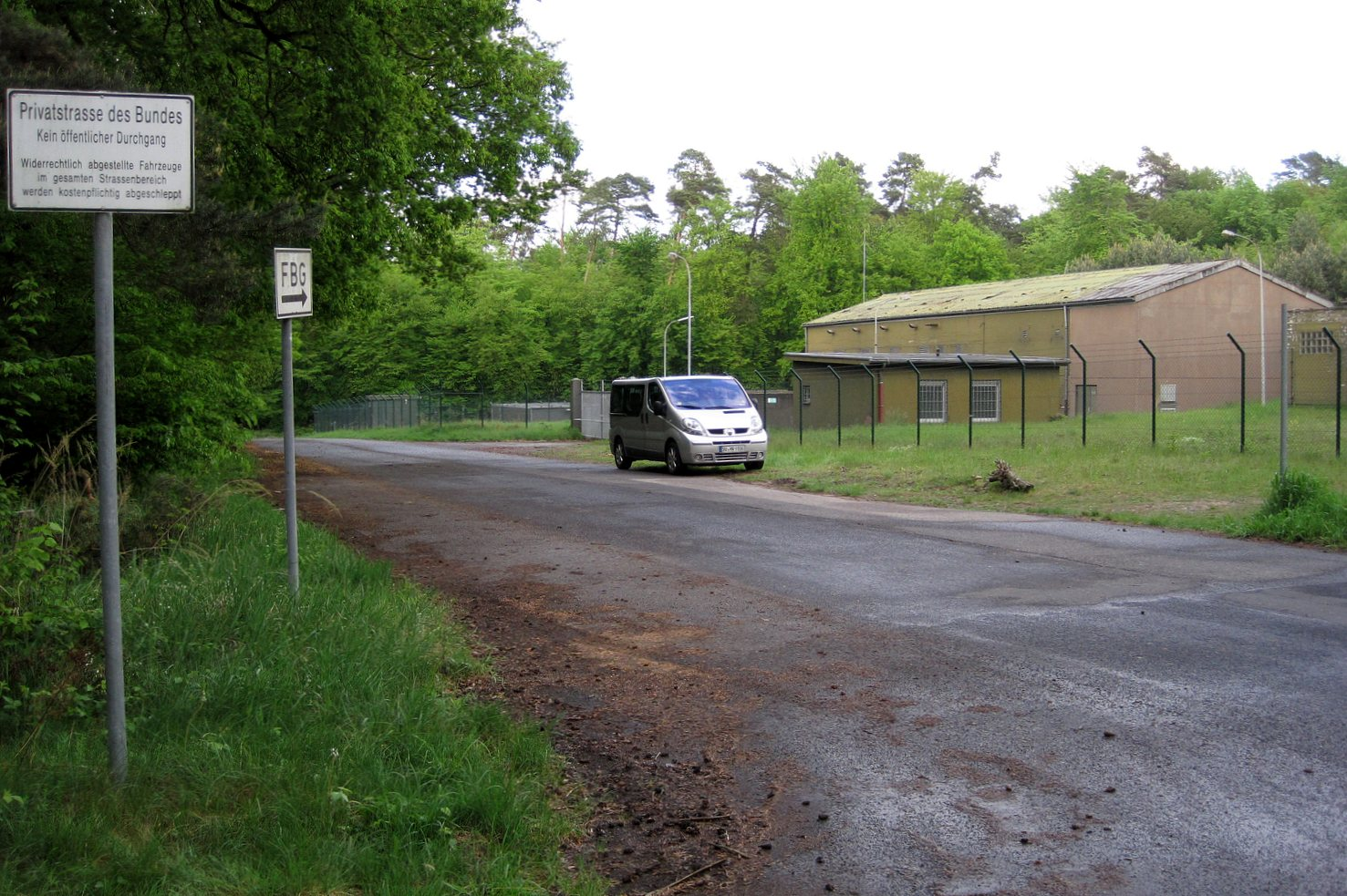
Tanklager der FBG bei Altenrath

### NATO-PipelinesystemNPS
Das NATO-Pipelinesystem NPS wurde während des Kalten Krieges errichtet, um die Streitkräfte der Allianz mit Treibstoff zu versorgen. Zu diesem Zweck wurde ein modulares Konzept entwickelt, mit dem alle Kraftstoffanforderungen durch eine Kombination von 16 unkompliziert zu handhabenden und kompatiblen Modulen erfüllt werden können, die Kraftstoff in jedem Einsatzgebiet aufnehmen, speichern und verteilen können.

### Central Europe Pipeline SystemCEPSals Teil desNPS
Das CEPS, 1958 im Rahmen des allgemeinen NATO-Infrastrukturprogrammes gegründet, bündelte einzelne bereits vorhandene oder im Bau befindliche nationale Pipelines und Infrastrukturvorhaben zu einem Gesamtprogramm, um die militärische Treibstoffversorgung in Mitteleuropa sicherzustellen. Das CEPS gliedert sich regional in Pipeline-Divisions (Betriebsabschnitte) und diese wiederum in sogenannte Distrikte.

### Deutscher Anteil amCEPS
Die Bundesrepublik hat gemäß der Charta der CEPS die Verpflichtung für den Betrieb, die Instandhaltung, die Schadensbeseitigung und die Sicherung der auf ihrem Boden liegenden Betriebsabschnitte übernommen, nämlich der 6. und 7. Pipeline-Division. Die 6. Pipeline-Division ist geografisch identisch mit dem früheren Bereich des Territorialkommandos Süd, die 7. Pipeline-Division mit dem Bereich des früheren Territorialkommandos Nord, der deutsche Teil des NEPS schließlich mit dem des früheren Territorialkommandos Schleswig-Holstein.
Eigentümer und Betreiber der militärischen Pipeline-Systeme der NATO und der Bundeswehr auf dem Gebiet der Bundesrepublik Deutschland ist der Bund. Verwaltet wurde der deutsche Anteil zunächst durch die bundeseigene Industrieverwaltungsgesellschaft (IVG), die vor 1951 unter dem Namen „Montan-Industriewerke“ firmierte.
Eine Tochtergesellschaft der IVG, die bereits 1956 gegründete Fernleitungs-Betriebsgesellschaft (FBG), ist bis heute für die Pipelines zuständig, während eine andere Tochter, die Vereinigte Tanklager und Transportmittel (VTG), die ehemals 6.400 bundeseigenen Eisenbahn-Kesselwagen verwaltet und zum Eisenbahn-Transport der Kraftstoffe zur Verfügung stellte. Die FBG ist als Erfüllungsgehilfe dem Bund für die Durchführung von Aufgaben des Betriebs dieser Systeme verantwortlich. Die private Rechtsform wurde gewählt, weil der Bundeswehr im Rahmen der festgelegten Personalstärke keine Stellen zur Verfügung standen und stehen, um die Aufgaben wahrzunehmen.
Lediglich die FBG hat sich als bundeseigenes Unternehmen erhalten und ist für Transport und Lagerung der Treibstoffe zuständig. Ihr Sitz befindet sich in Bonn-Bad Godesberg mit der Hauptverwaltung und den zunächst drei (entsprechend den zuständigen Territorialkommandos), dann zwei Bereichsverwaltungen in Xanten (2015 aufgelöst) und Idar-Oberstein (jetzige Betriebszentrale). Von hier erfolgt die Steuerung des Betriebs und die Überwachung der Pipelinesysteme in Deutschland.
Die Rechtsnachfolgerin der IVG, die private IVG Immobilien, betreibt über ihre Tochter IVG Logistik GmbH weitere Tanklager, die an das CEPS direkt oder indirekt angeschlossen sind. 2007 wurden die Tanklagerstandorte der IVG vom Unternehmen TanQuid erworben und integriert.
Das Stammkapital der FBG liegt traditionell in zwei Händen: 51 Prozent zunächst bei der Vebeg, inzwischen beim Bundesministerium der Verteidigung, 49 % zunächst bei der IVG Logistik GmbH, später bei der IVG Tanklager-Betriebsführungsgesellschaft und inzwischen bei der TanQuid Betriebsführungsgesellschaft mbH.

## Einrichtungen in Deutschland

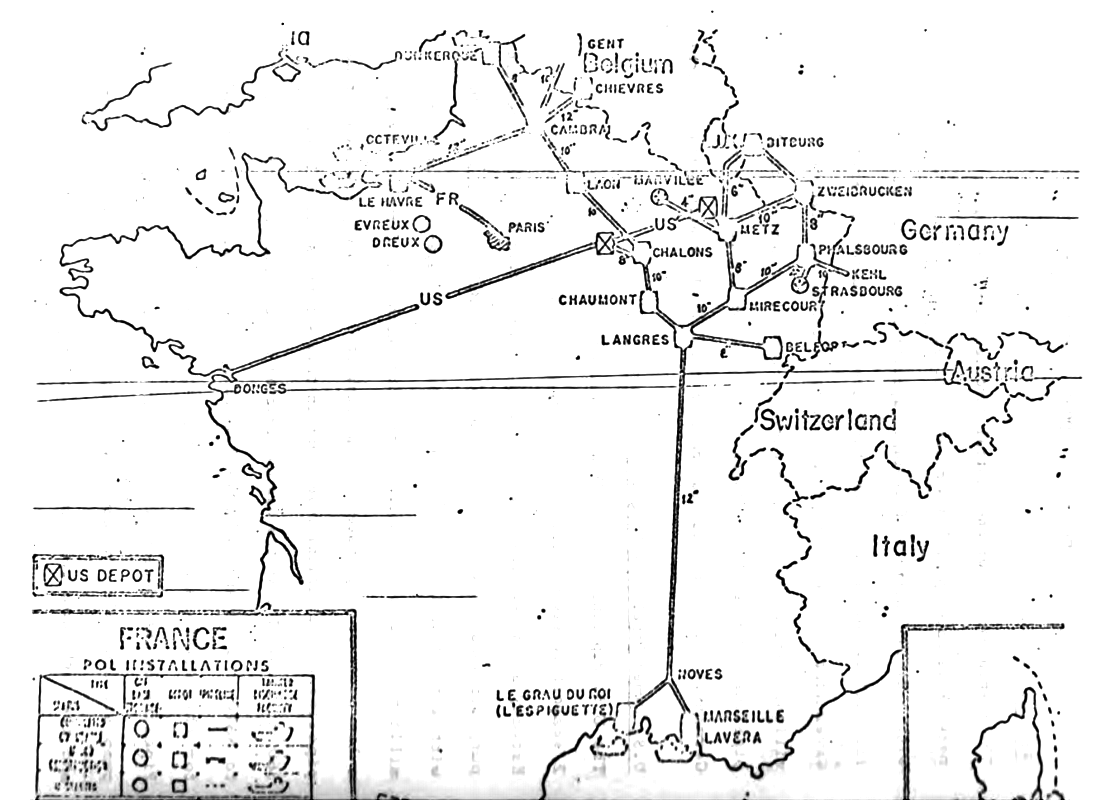
NATO Pipeline France and neighbouring countries, 1970

Angeschlossen an das CEPS sind in Deutschland NATO-Tanklager in beziehungsweise bei
- Lauchheim-Röttingen (Aalen),
- Altenrath,
- Mainhausen (Aschaffenburg),
- Bellheim,
- Niederstedem (Bitburg),
- Boxberg,
- Bramsche,
- Wonsheim (Fürfeld),
- Hademstorf (Hodenhagen),
- Hohn-Bollbrüg,
- Untergruppenbach-Obergruppenbach (Heilbronn),
- Huttenheim,
- Kork (Kehl),
- Weichering (Neuburg an der Donau NATO)[9]
- Littel (Oldenburg),
- Pfungstadt (Kapazität von 40.700 m³, bzw. 40,7 Millionen Liter)[10],
- Bodelshausen (Tübingen),
- Würselen und
- Walshausen (Zweibrücken)

sowie nationale Tanklager in
- Gustavsburg,
- Honau,
- Krailling (Unterpfaffenhofen),
- Oberhausen (Neuburg an der Donau IVG) und
- Speyer.

Die Pipeline wurde entsprechend den jeweils geltenden allgemein anerkannten Regeln der Technik (z. B. TRbF 301/302), ausgelegt. Durch Verlegung in der Erde sollen die Rohrleitungen des Systems dem Zugriff und somit auch Manipulationen entzogen werden. Die Schieberschächte sind mit 30 cm Stahlbeton umwehrt, mit einem Stahldeckel verschlossen und meist umzäunt. Verstärkte Rohrwandungen und sicherheitstechnische Einrichtungen sollen für die Vermeidung von Unfällen sorgen. In wasserwirtschaftlich sensiblen Gebieten werden Sondierleitungen verlegt, um auch Kleinstleckagen zu erkennen. Außerdem sind die Anlagen fernüberwacht. Die Trasse liegt in einem Schutzstreifen, der von Bauwerken und tiefwurzelnden Pflanzen freigehalten wird. Zur Abwicklung von Produkt- und Materialtransporten im Rangierdienst verfügte die FBG zumindest zeitweise auch über eigene Schienenfahrzeuge wie Lokomotiven und Güterwagen.
Mit zunehmendem Alter der Pipeline und ihrer angeschlossenen Infrastruktur sowie durch steigende Anforderungen an die Wirtschaftlichkeit und Betriebssicherheit wächst auch der finanzielle Unterhaltungsaufwand. So führt eine einzige Firma folgende Referenzen mit Bezug zur Pipeline für die Jahre 2008–2019 auf:
- NEPS: 2008–2012 Erneuerung von 2 Tanklägern, 4 Übergabestationen und 3 Pumpstationen in Norddeutschland und Dänemark
- NEPS und CEPS
  - seit 2011 Einführung instationäre Leckerkennung für 126 Pipelineabschnitte auf 973 km Länge in Deutschland
  - 2016–2018 Erneuerung des Massenbilanzierungs- und Abrechnungssystems im Pipelinenetzwerk auf 753 km Länge mit 9 enthaltenen Pump- und 62 Übergabe-/ Schieberstationen
- CEPS
  - 2009–2016 Erneuerung von 8 Tanklägern, 28 Übergabestationen, 18 Pumpstationen und 12 Verladestationen in Mittel- und Süddeutschland
  - Neubau der zentralen Leitwarte seit 2012 mit „Cube Technologie“ für 5 Operator-Arbeitsplätze
  - Tanklager Altenrath: Erneuerung Leittechnik und Automatisierungstechnik, Tankrehabilitation, Einführung Fernüberwachung 2010–2015
  - Tanklager Würselen: Einführung Fernüberwachung 2010–2014
  - Tanklager Hohn: Erneuerung und Erweiterung TKW-Anlage, Einführung Fernüberwachung 2009–2015
  - Erneuerung Leittechnik und Automatisierungstechnik:
    - Tanklager und Pumpstation Bitburg: 2012–2015
    - Tanklager Fürfeld 2014–2016
    - Tanklager Bellheim 2015–2017
    - Tanklager Zweibrücken 2014–2017

  - Hochdruckpumpstation Engden: Verfahrenstechnische Anpassung der Pumpen an geänderte Anforderungen 2014–2015

## Finanzierung
Der Betrieb der Kraftstoffleitungen wird von der Central Europe Pipeline Management Agency (CEPMA) gesteuert, die seit 1. Juli 2012 Teil der NATO Support Agency (NSPA) ist. Betrieb und Wartung der Kraftstoffleitungen und sonstigen Anlagen (insbesondere Depots) sind Aufgabe der nationalen Betreiberorganisationen (Deutschland: FBG), auf deren Gebiet sich die Kraftstoffleitungen befinden (Gastgeberstaaten). Die Kosten des CEPS einschließlich der CEPMA werden durch Einnahmen aus militärischer und nicht-militärischer Nutzung sowie durch Beiträge der Teilnehmerstaaten gedeckt. Die Finanzierung der FBG als Betreibergesellschaft erfolgt aus den Haushalten des Bundes und der NATO. Der deutsche Beitragsanteil wird im Einzelplan 14 (Bundesministerium der Verteidigung) des Bundeshaushaltes veranschlagt.
| Haushaltsjahr | Mio. €            |
| ------------- | ----------------- |
| 1983          | 19 (36,5 Mio. DM) |
| 1984          | 19 (36,4 Mio. DM) |
| 1985          | 19 (36,4 Mio. DM) |
| 1998          | 17                |
| 1999          | 11                |
| 2000          | 11                |
| 2001          | 12                |
| 2002          | 10                |
| 2003          | 12                |
| 2004          | 11                |
| 2005          | 7                 |
| 2006          | 7                 |
| 2007          | 9                 |
| 2008          | 9                 |
| 2009          | 11                |
| 2010          | 7                 |
| 2011          | 11                |
| 2012          | 12                |
| 2013          | 14                |
| 2014          | 10                |
| 2015          | 12                |
| 2016          | 17                |
| 2017          | 16                |
| 2018          | 17                |
| 2019          | 12                |
| 2020          | 16                |
| 2021          | 26                |
| 2022          | 24                |
| 2023          | 22                |
| 2024          | 25                |

Angegeben sind die Ist-Ansätze, für 2023 und 2024 der Soll-Ansatz. Die Werte für die 1980er Jahre stammen aus Bundestagsdrucksachen zu Haushaltsbeschlüssen oder Fragestunden.

## Zivile Versorgung
Bereits 1959 wurde die Möglichkeit geschaffen, bei freien Kapazitäten nach Abdeckung des militärischen Bedarfs auch zivile Bedarfsträger zu versorgen. So übernimmt die FBG in den von ihr verwalteten Pipeline-Netzen auch Transport und Lagerung von Flug- und Bodenkraftstoffen für zivile Kunden, zum Beispiel die Versorgung von deutschen Zivilflughäfen mit Kerosin oder den Transport von Kerosin aus deutscher Raffinerieproduktion. 2009 gingen rund 90 Prozent der transportierten Kraftstoffe an zivile Abnehmer. Zu den größten zivilen Abnehmern gehören die Flughäfen Frankfurt, Köln/Bonn, Zürich und München. Im Jahr 2016 wurden rund 12 Millionen Kubikmeter an zivile Abnehmer ausgeliefert. Begünstigt durch globale Nachfragesteigerung der Transportmenge durch CEPS und der durch die Trockenheit des Jahres 2018 verursachte niedrige Wasserstand des Rheins (Ausfall von Schiffstransportkapazität) war 2018 das bisher erfolgreichste Geschäftsjahr: Gleichzeitig berücksichtigte die FBG erstmals offen in ihren Planungen, dass mittel- und langfristig auch aufgrund klimapolitischer Vorgaben und technologischer Entwicklungen der Bedarf an fossilem Flugkraftstoff sinken dürfte.
| Jahr   | Abgabemenge an zivile und militärische Kunden in Mio. m³ | Umsätze aus nichtmilitärischer Mitnutzung in Mio. € | Beschäftigte |
| ------ | -------------------------------------------------------- | --------------------------------------------------- | ------------ |
| 1977   |                                                          |                                                     | rd. 750      |
| 1980er |                                                          |                                                     | rd. 1.000    |
| 2005   | 4,9                                                      | 16,0                                                |              |
| 2006   | 5,1                                                      | 20,8                                                | 359          |
| 2007   | 5,6                                                      | 24,9                                                | 351          |
| 2008   | 5,97                                                     | 27,0                                                | 351          |
| 2009   | 5,95                                                     | 32,5                                                | 351          |
| 2010   | 6,15                                                     | 34,5                                                | 348          |
| 2011   | 5,92                                                     | 35,1                                                | 346          |
| 2012   | 5,09                                                     | 32,3                                                | 347          |
| 2013   | 4,73                                                     | 31,2                                                | 349          |
| 2014   | keine Einzelwerte veröffentlicht                         | 32,0                                                | 345          |
| 2015   | keine Einzelwerte veröffentlicht                         | 33,4                                                | 324          |
| 2016   | keine Einzelwerte veröffentlicht                         | 33,2                                                | 314          |
| 2017   | keine Einzelwerte veröffentlicht                         | 36,8                                                | 316          |
| 2018   | keine Einzelwerte veröffentlicht                         | 41,3                                                | 321          |
| 2019   | keine Einzelwerte veröffentlicht                         | 43,3                                                | 323          |
| 2020   | keine Einzelwerte veröffentlicht                         | 25,0                                                | 326          |
| 2021   | keine Einzelwerte veröffentlicht                         | 32,5                                                | 327          |

## Auszüge aus der Betriebshistorie für den Bereich der Bundesrepublik

### 1962
Im Winter 1962/63 wurde zur Behebung der Heizölknappheit im süddeutschen Raum ein Teil der NATO-Treibstoffleitungen für den zivilen Bedarf zur Verfügung gestellt. Eine für diesen Zweck zusätzlich verlegte und von der Fernleitungsbetriebsgesellschaft (FBG) betriebene Feldleitung brach, so dass etwa 35 m³ Heizöl im Wasserschutzgebiet der Gemeinde Auenheim ausflossen. Den dadurch entstandenen Schaden in Höhe von 1,45 Mio. DM musste die FBG ersetzen.

### 1966
Beginn der Planungen zur Anbindung des (damaligen Marine-) Fliegerhorsts Schleswig an die Jütland-Pipeline und den dazu notwendigen Bau der Pipeline vom Abzweigschacht Neuberend zum Tanklager Groß-Rheide.

### 1971
Der jährlich aus dem Netz entnommene deutsche Anteil an Ottokraftstoff für die Bundeswehr beträgt etwa 40.000 m³.

### 1972
Errichtung des Tanklagers Hodenhagen auf etwa 190.000 m². Der Name diente zur Verschleierung der genauen Lage, die geografisch näher an Hademstorf liegt. Es war über den 147 km langen Abschnitt Bramsche–Hodenhagen an die Pipeline angebunden.

### 1974
Angesichts der von Jahr zu Jahr stark ansteigenden Ausgaben hat der Haushaltsausschuss des Deutschen Bundestages am 5. Dezember 1974 den Bundesrechnungshof gebeten zu prüfen, ob eine GmbH die geeignete Organisation für den Betrieb des NATO-Pipelinesystems in der Bundesrepublik ist oder ob ein Regiebetrieb diese Aufgabe der Landesverteidigung wirtschaftlicher durchführen könnte. Nach Abwägung aller Möglichkeiten wurde die bisherige Organisationsform als die wirtschaftlich sinnvollste betrachtet und beibehalten, aber die Sicherstellung der personellen Einsatzbereitschaft des Systems im Spannungs- und Ernstfall zu verbessern.

### 1981
Bei Kirchberg (Hunsrück) war ab 1981 im Rahmen des Ausbaues des NATO-Pipeline-Systems der Bau eines Tanklagers vorgesehen. Das Lager sollte Kraftstoff für die Bundeswehr und die verbündeten Streitkräfte aufnehmen. Mit einem Baubeginn wurde nicht vor 1995 gerechnet.

### 1984
Ende September 1984 ereignete sich ein Manöverschadensfall in der Gemarkung Henstorf/Lippe. Die britischen Streitkräfte haben aus einer Pipeline Treibstoff entnommen und mittels Schläuchen zu drei Feldtanklagern geleitet. Beim Umfüllvorgang in den drei Tanklagern sind etwa 150 Liter Benzin in das Erdreich gedrungen. Obwohl nach den Feststellungen des zuständigen Kultur- und Wasserbauamtes des Kreises Lippe das Grundwasser durch das eingesickerte Benzin nicht gefährdet gewesen sein sollte, hat es das verseuchte Erdreich abtragen lassen.

### 1985
Am 9. Januar 1985 gegen 17 Uhr brach aufgrund starken Frosts die Schweißnaht der Kerosinpipeline auf dem Flugplatz Bitburg, 34.000 Liter gelangten ins Erdreich. Mindestens 2.000 Liter Kerosin flossen in die ca. 2,5 km entfernte Kyll, die an deren Unterlauf gelegenen Wassergewinnungsanlagen, die die Stadt Trier und die Verbandsgemeinde Schweich mit Trinkwasser versorgen, mussten auf nicht absehbare Zeit stillgelegt werden.

### 1990er Jahre
Die Reduzierung der Bundeswehr nach Ende des Kalten Krieges, aber insbesondere die verringerte Präsenz der alliierten Streitkräfte seit den 1990er Jahren, hat zu einem deutlichen Rückgang des militärischen Bedarfs geführt. Zur Anpassung an diese Veränderung wurden mehrere „Neutralisierungspläne“ (NP 1 bis NP 3) aufgestellt. 2011 waren weite Teile des Pipelinesystems bereits seit einigen Jahren nicht mehr durch ein NATO Minimum Military Requirement (NATO MMR) getragen und werden seitdem auch nicht mehr über das NATO-Infrastrukturprogramm finanziert, was die Investitionsausgaben im CEPS-Betriebshaushalt ansteigen lässt. Die militärisch nicht mehr benötigten Anlagen des NATO-Pipelinesystems werden mit Stickstoff befüllt. Die jährlichen Kosten einer Mindestbetreuung dieser Anlagen wurden 1995 mit rund 600.000 DM angegeben.

### 1992
Die vorhandene 128 km lange Pipeline Unterpfaffenhofen–Leipheim soll im 3. Bauabschnitt um das Stück Leipheim–Aalen erweitert und über das Tanklager Aalen an das CEPS angeschlossen werden. Der bestehende Pipelineabschnitt versorgt die Flugplätze Leipheim, Lechfeld, Landsberg und Fürstenfeldbruck und weitere militärische Einrichtungen im süddeutschen Raum durch Abholung von Kraftstoffen aus dem Tanklager Unterpfaffenhofen. Der Jahresbedarf an Flugturbinenkraftstoff für die Flugplätze Lechfeld, Landsberg, Fürstenfeldbruck betrug zu diesem Zeitpunkt ca. 70.000 m³ und galt als Rechtfertigung für den Erweiterungsbau und die damit verbundenen Kosten von etwa 104 Mio. DM: Pipeline Lechfeld–Unterpfaffenhofen: 43,3 Mio. DM (NATO-Anteil: 40 Mio. DM), Pipeline Leipheim–Lechfeld: 28,5 Mio. DM (NATO-Anteil: 26,5 Mio. DM), Pipeline Aalen–Leipheim: 32 Mio. DM (NATO-Anteil: 29,5 Mio. DM).
Die vorhandene Pipeline Ginsheim–Flörsheim soll im 2. Bauabschnitt um den Abschnitt Flörsheim–Westerburg als Teil des NATO-Infrastrukturprogrammes erweitert werden. Es ist das bisher noch fehlende Verknüpfungselement zwischen dem nördlichen und dem südlichen Teil des NATO-Pipelinesystems in der Bundesrepublik Deutschland.

### 2001
Aus dem Tanklager Unterpfaffenhofen werden die Fliegerhorste Fürstenfeldbruck, Lechfeld (Jagdbombergeschwader 32), Landsberg (Lufttransportgeschwader 61) und das Luftwaffenbetriebsstoffdepot 31 Leipheim direkt mittels Pipeline mit Flugturbinenkraftstoff F-34 (JP 8) versorgt. Die in der Pipeline aus Unterpfaffenhofen zu verpumpende Jahresmenge an F-34 beläuft sich dabei auf ca. 50.000 m³.

### 2006
1989 lief die Betriebserlaubnis für das zwischen Kehl und Tübingen verlaufende, rund 100 Kilometer lange Teilstück des CEPS aus (Baujahr 1960/61). Um die Genehmigung zur Wiederaufnahme des Betriebs dieses Teilstücks zu erlangen (was von der NATO auch mit Blick auf ihre Osterweiterung ausdrücklich gefordert wurde), musste die Pipeline komplett neu verlegt werden. Der Pipeline-Abschnitt bildet die einzige Verbindung zwischen den in Süddeutschland gelegenen Anteilen des NATO-Pipelinesystems und dem Gesamtsystem. Ohne diese Wiederanbindung an das Gesamtsystem wären die süddeutschen Pipelineanteile nicht wirtschaftlich nutzbar. Nach der zustimmenden Entscheidung des Freiburger Regierungspräsidiums wurde am 13. Mai 2006 der neu gebaute Abschnitt nach vier Jahren Bauzeit übergeben. Die gesamten Baukosten betrugen ohne Mehrwertsteuer 89,8 Mio. DM, davon trug das NATO-Sicherheits-Investitionsprogramm (NSIP) 85,9 Mio. DM, ebenso weitere 14 Mio. DM zur Herstellung des gesetzeskonformen Zustandes (teilweise aus Umweltschutzauflagen) des Tanklagers Tübingen. Zusätzlich wurden über 2 Mio. DM an Entschädigungszahlungen für betroffene Grundstückseigentümer geleistet. Die jährlichen Unterhaltungskosten der Pipeline wurden mit zirka 179.000 DM und die Unterhaltungskosten für das Tanklager Tübingen mit zirka 679.000 DM angegeben. Das 1990 stillgelegte Tanklager Bodelshausen wurde in diesem Zusammenhang ebenfalls wieder in Betrieb genommen und an die Pipeline angeschlossen. Bis zur Stilllegung wurden darüber straßengebundene Treibstofftransporte von jährlich 30.000 m³ abgewickelt.
Aufgrund der Mitte 2003 durch die NATO getroffenen Entscheidung zur Stilllegung von zunächst sieben in Deutschland militärisch nicht mehr benötigten und zivil praktisch nicht genutzten CEPS-Tanklagern und deren dazugehörenden Pipelineabschnitten (ca. 600 km) wurde die Stilllegung bis 2004 eingeleitet und bis 2007 umgesetzt (NP 1). Bis Mitte 2004 wurden diese Anlagen in einem sicheren Zustand an die Wehrbereichsverwaltungen (Eigentümer und Betreiber) zurückgegeben; einige Pipelineabschnitte konnten an private Gaspipelinebetreiber veräußert werden. 2006 wurde das Tanklager Goch an die Standortverwaltung Düsseldorf zurückgegeben und weitere ca. 128 km Pipeline wurden stillgelegt oder an die Wehrbereichsverwaltung West zurückgegeben.

### 2007
Das Tanklager Boxberg, das mit einer Leitung zum Tanklager in Untergruppenbach an das Pipelinenetz angeschlossen war, wurde einschließlich des dazugehörenden Pipelineabschnitts von Heilbronn nach Boxberg 2007 stillgelegt und an die zuständigen Stellen zurückgegeben. 2014 wurden Umbauarbeiten abgeschlossen, die eine Nutzung der Tanks als Lager für flüssige Düngemittel ermöglichen sollen.
Ab dem 2. Halbjahr 2007 wurde die Zusammenlegung der beiden Betriebszentralen der FBG und der beiden Zentrallabore in der Betriebsverwaltung Süd in Idar-Oberstein eingeleitet.

### 2008
Am 21. Oktober 2008 wurde das letzte 80 Kilometer lange Teilstück der CEPS von Aalen nach Leipheim fertiggestellt, so dass alle Militärflugplätze westlich von München durchgängig über das CEPS mit Flugkraftstoff versorgt werden.
Ab 2008 stieß das jetzt noch intakte System erstmals in einigen Regionen bzw. Teilabschnitten an systembedingte Kapazitätsobergrenzen, insbesondere an bestimmten Einspeisepunkten. 2019 gab die FBG an, das gegenüber 2018 nochmals erhöhte Kundeninteresse an Transporten im CEPS aufgrund der Auslastung des Systems nicht in vollem Umfang bedienen zu können.

### 2012
Weitere Stilllegungsbeschlüsse von 2012, um die Struktur des Fernleitungsnetzes in wirtschaftlicher Hinsicht zu optimieren, sahen ab 2014 ca. 600 km Pipeline und vier Tanklager auf deutschem Boden zur Stilllegung vor. Die Umsetzung soll 2021 abgeschlossen sein.
2012 begann, befördert durch die geplante Schließung des Tanklagers Heilbronn, die Planungsarbeit zur Anbindung des Flughafens Stuttgart an das CEPS, um die Anlieferung des Kerosins per Schiffs- und Straßentransport zu ersetzen. Das Projekt geriet 2018 ins Stocken, als 160 Grundstückseigentümer ihre nötige Zustimmung verweigerten, die 19 Kilometer lange Leitung in ihrem Grund zu verlegen und wurde 2019 eingestellt.

### 2015
2015 wurde der Verkauf des Pipelineabschnittes Bramsche–Hodenhagen vorbereitet, was die bisherigen Transporte zum bereits verkauften Tanklager Schäferhof beendete, nachdem das Tanklager Hodenhagen bereits 2014 zum Verkauf angeboten wurde.

### 2017
Die Stilllegung des Tanklagers in Untergruppenbach einschließlich des dazugehörenden Pipelineabschnitts wurde im März 2017 aufgrund zivilen Bedarfs um mehrere Jahre verschoben.

### 2018
Von 2014 (NP 3) bis Ende 2018 wurden auf dem Gebiet der Bundesrepublik insgesamt 260 km Pipeline und zwei Tanklager außer Betrieb genommen und an die BIMA abgegeben. Die Stilllegung eines weiteren Streckenabschnitts wurde Ende 2018 aufgrund fortbestehenden militärischen Bedarfs gestrichen.
Unter Verantwortung der Fernleitungs-Betriebsgesellschaft (FBG) waren im Jahr 2018 für NEPS und CEPS in Betrieb (in Klammern Werte von 1993):
- 14 Tanklager (31) mit 103 Tanks
- 22 Hochdruckpumpen (50)

- ca. 1.765 km unterirdische Fernleitungen (3.026) in den Durchmessern DN 100–DN 300 und die dazugehörigen Pumpstationen und Schieberschächte
- 11 Tankkraftwagen-Befüllanlagen (31)
- 2 Eisenbahnkesselwagen-Befüllanlagen (3)

In Lichtenborn-Stahlbach (Eifel) wurde am 5. September 2018 während Tiefbauarbeiten ein stillgelegtes Teilstück der Pipeline beschädigt, die bis Anfang der 1990er Jahre ein Tanklager der französischen Armee versorgte. Es trat Treibstoff in unbekannter Menge aus. Durch die Feuerwehr wurden insgesamt 1.000 Liter aufgefangen, mindestens 2.600 Tonnen Erdreich mussten abgebaggert werden, der Gemeinde entstanden ungedeckte Kosten von geschätzt einer halben Million Euro.

### 2020
Der Bestand an unterirdisch verlegten Rohrfernleitungen hat sich auf 1.770 km erhöht, sowie von 2 auf 3 Eisenbahnkesselwagen-Befüllanlagen. Pandemiebedingt ging der Absatz von Treibstoffen an zivile Abnehmer um rund 42 % zurück. Generell wird durch stärkere Klimaschutzmaßnahmen damit gerechnet, dass mit stetig steigenden Quoten Kraftstoffe aus alternativen Quellen dem herkömmlichen Kerosin beigemischt werden. Eine Freigabe für den Transport solcher Kraftstoffe im CEPS und NEPS ist in Aussicht gestellt.

### 2022
Am 28. September 2022 kam es bei Wartungsarbeiten in Echternacherbrück in der Nähe von Trier während einer TÜV-Überprüfung zu einem Unfall, bei dem sich ein Verschluss in einem Schieberschacht der Pipeline löste. Dadurch sind etwa 30.000 Liter Kerosin in einer meterhohen Fontäne ausgetreten. Zwei Wartungsmitarbeiter wurden leicht verletzt.

## Angriffe

### Anschläge
- Am 14. Juni 1984 verübten Mitglieder der linksextremistischen Terrorgruppe „Revolutionären Zellen“ einen Sprengstoffanschlag auf die Rohrleitungen bei Lorch, um „Kriegsprojekte der Imperialisten“ zu stoppen und setzten den Anschlag in Beziehung zu weiteren Aktionen in der Region, wie dem Protest gegen die angeblich geplante Erweiterung des Tanklagers in Bodelshausen bei Tübingen um 20.000 m² auf insgesamt 30.000 m² (im Verlauf der Pipeline von Aalen–Lauchheim gelegen) sowie der Blockade der Friedensbewegung am US-Raketenstützpunkt Mutlangen, der mit Treibstoff aus der Pipeline versorgt werde.[8][43]
- Am 11. Dezember 1984 verübten Terroristen der belgischen Cellules Communistes Combattantes (CCC) mehrere Sprengstoffanschläge auf das Pipeline-Netz, bei denen insgesamt sechs belgische Ventil-Stationen („valves pits“) zerstört wurden. Es liefen 433 m³ Kraftstoff aus, der Systemausfall blieb jedoch lokal begrenzt und belief sich zeitlich nur auf wenige Tage.[44] Da bei einer Verhaftung von Angehörigen der RAF im Juli 1984 in Frankfurt Pläne gefunden wurden, die auch die Treibstoffleitungen in Belgien betrafen, vermuteten die Sicherheitsbehörden einen Zusammenhang zur RAF.[8]
- Am 8. Januar 1985 entsteht bei einem Sprengstoffanschlag auf die Pipeline bei Hohenahr (Lahn-Dill-Kreis) angeblich nur geringer Schaden.[8]
- Am 8. April 1985 verübte die „Kämpfende Einheit Ulrike Meinhof“ der „Revolutionären Zellen“ einen Sprengstoffanschlag auf eine Pumpstation der Pipeline etwa 40 km östlich von Mutlangen, bei dem 60.000 bis 80.000 DM Sachschaden entstand.[8][43]
- Am 4. Mai 1985 (zum 30. Jahrestag des NATO-Beitritts der Bundesrepublik) bekannten sich „illegale Militante“, Sympathisanten der Rote Armee Fraktion (RAF), zu einem Sprengstoffanschlag auf die NATO-Pipeline bei Ehringhausen und am 10. Mai 1985 erneut zu einem Anschlag bei Badbergen.
- In der Nacht vom 30. auf den 31. Mai 1985 wurde bei Mörfelden ein Schieberschacht des Pipelineabschnittes angegriffen, der der Treibstoffversorgung der Rhein-Main Air Base diente. Der Anschlag stand in Zusammenhang mit der Anti-Startbahn-West-Bewegung.[8]
- Am 23. September 1985 wurde ein Sprengstoffanschlag auf eine CEPS-Pipeline bei Limburg an der Lahn verübt, bei dem mehr als 10.000 Liter Kraftstoff ausliefen. Der Anschlag wird der RAF zugeschrieben.[45]
- Am 8. November 1985 versuchten vermutlich Sympathisanten der RAF einen Sprengstoffanschlag auf die NATO-Pipeline bei Hückelhoven-Baal zu verüben.[46]
- Am 16. November 2023 wurden zwei Handgranaten jugoslawischer Herkunft und 450 g Sprengstoff samt Zünder an einem Hochspannungsmast in der Nähe der Pipeline bei Bellheim gefunden. Untersuchungen ergaben, dass der Sprengstoff nicht älter als anderthalb Jahre sein kann – womit die Vermutung, dass es sich bei dem Fundort um ein altes „RAF“-Versteck handeln könnte, nicht bestätigt werden konnte.[47][48]

### Spionage
Am 2. Juni 1976 wurden die Eheleute Renate und Lothar-Erwin Lutze sowie Jürgen Wiegel, alle drei Angehörige des Bundesministeriums der Verteidigung, wegen des Verdachts geheimdienstlicher Tätigkeit gegen die Bundesrepublik Deutschland vorläufig festgenommen. Ihnen wurde vorgeworfen, mehrere Jahre unter nachrichtendienstlicher Führung des Agentenführer-Ehepaares Gerstner in Koblenz als Spione für das Ministerium für Staatssicherheit der DDR gearbeitet und ihren Auftraggebern Verschlusssachen aus ihren Arbeitsbereichen geliefert zu haben. Darunter befanden sich vermutlich auch Pläne, Analysen und Berichte aus dem Bereich des NATO-Pipeline-Systems (Verlauf und Kennzeichnung) sowohl für den Betrieb im Frieden wie für den Verteidigungsfall.

### Diebstahl durch Anzapfen
Es besteht der Verdacht, dass 2019 italienische Banden im Bereich der Grenze Belgien/Frankreich eine Kerosinleitung angezapft haben. 800 m³ Kerosin sollen dabei gestohlen, nach Italien gebracht und vermischt mit Benzin oder Diesel an Autofahrer verkauft worden sein.

## CEPS als Teil des NATO Pipeline System (NPS)
| Abkürzung        | Bezeichnung                                           | Nationales bzw. multinationales Pipelinesystem           | Länge   | Anmerkungen |
| ---------------- | ----------------------------------------------------- | -------------------------------------------------------- | ------- | --- |
| NOPS             | Norwegian Pipeline System                             | Norwegen                                                 | 99 km   | nicht vollständig integriert, besteht aus Verteilungssystemen, Lagern und Seeterminals, durch kurze Pipelines verbunden, von Küstentankschiffen versorgt |
| NEPS             | North European Pipeline System                        | Dänemark, Deutschland                                    | 676 km  | in älteren Veröffentlichungen als Jütland-Pipeline-System (JPS) bezeichnet |
| CEPS             | Central Europe Pipeline System                        | Belgien, Frankreich, Deutschland, Luxemburg, Niederlande | 5182 km | |
| NIPS             | Northern Italy Pipeline System                        | Italien                                                  | 797 km  | |
| POPS             | Portuguese Pipeline System                            | Portugal                                                 | 123 km  | |
| GRPS             | Greek Pipeline System                                 | Griechenland                                             | 783 km  | |
| TUPS (2-teilig)  | Turkish Pipeline System                               | Türkei                                                   | 3204 km | Western Turkey Pipeline / Eastern Turkey Pipeline |
| ICPS             | Icelandic Pipeline System                             | Island                                                   | 30 km   | abgeleitet aus Gesamtlänge des NATO-Pipelinesystems ohne isländisches Pipelinesystem |
| UKGPSS (ehemals) | United Kingdom Government Pipeline and Storage System | Großbritannien                                           | 2000 km | Das ehemalige UKGPSS wurde im Jahr 2015 privatisiert und firmierte ab da unter „CLH-PS“ (Compañía Logística de Hidrocarburos-Pipeline System), bevor die Firma 2021 in Exolum umbenannt wurde und das Netz seitdem als „Exolum Pipeline System“ bezeichnet wird. |

Seit 1990 wurden Teile des Systems mehrfach zur Unterstützung von Out-of-area-Operationen der NATO im Irak, Kosovo, in Bosnien, Libyen und Afghanistan genutzt.